# 2005년 대한민국의 베스트셀러 목록
다음은 2005년 대한민국의 베스트셀러 목록이다. 

## 종합
1. 살아 있는 동안 꼭 해야 할 49가지
2. 다 빈치 코드 1
3. 모모(비룡소 걸작선 13)
4. 연금술사
5. 블루오션전략(양장본 HardCover)
6. 사랑하라 한번도 상처받지 않은 것처럼
7. 해커스 토익 READING
8. 2010 대한민국 트렌드
9. 해리포터와 혼혈왕자 제6권 1
10. 설득의 심리학 1
11. 긍정의 힘
12. 여자의 모든 인생은 20대에 결정된다
13. 지도 밖으로 행군하라
14. 베로니카 죽기로 결심하다(양장본 HardCover)
15. 공중그네
16. 해커스 토익(CD1장포함)
17. 어둠의 저편
18. 선물
19. 미실(제1회 세계문학상 당선작)
20. 목적이 이끄는 삶
21. 천국에서 만난 다섯사람
22. 오 자히르(양장본 HardCover)
23. 세상의 중심에서 사랑을 외치다
24. 그 남자네 집
25. 아이 안에 숨어 있는 두뇌의 힘을 키워라
26. 21세기 먼나라 이웃나라 12 (미국 3:대통령 편) (올컬러판)
27. 사소한 것에 목숨 걸지 마라(습관 바꾸기 편)
28. 우리들의 행복한 시간
29. 진주 귀고리 소녀
30. 미운오리새끼의 출근
31. 토마토:토익점수마구올려주는토익(READING) (2/E)
32. 천사와 악마 1
33. 그 남자 그 여자 2
34. 칼의 노래 1(개정판)
35. Hackers TOEFL Vocabulary (2005)(CBT/PBT)(4판)
36. 마법천자문 7
37. 이익훈 EYE OF THE TOEIC (R/C) (개정판) (특별부록 CD 포함)
38. 유림 1
39. 괴짜 경제학
40. 파이 이야기
41. 찰리와 초콜릿 공장(양장본 HardCover)
42. 웃지마 나 영어책이야
43. 해커스 그래머 스타트: 시험 대비 기본 영문법
44. CEO 안철수, 지금 우리에게 필요한 것은
45. 2000원으로 밥상차리기
46. 폰더씨의 위대한 하루
47. 몽고반점 (제29회 이상문학상 수상작품집 2005년도)
48. 위트 상식사전
49. 지문 사냥꾼
50. 모리와 함께한 화요일(양장본 HardCover)
51. 도쿄 타워
52. 해커스 리딩(Hackers Reading)
53. 이익훈 EYE OF THE TOEIC BASIC(TOEIC R/C 실전모의고사,VOCABULARY포함)
54. 생로병사의 비밀 1
55. 해커스 그래머(Hackers Grammar)
56. 쏘주 한 잔 합시다
57. 스펀지
58. 장외인간 1
59. 10년 후 세계(공병호의)
60. 마시멜로 이야기
61. Basic Grammar in Use : With Answers (2/e(한국어판)
62. 상실의 시대(원제: 노르웨이의 숲)(3판)
63. HACKERS WRITING START(해커스 라이팅 스타트)
64. 민들레영토 희망 스토리
65. 조선 왕 독살사건
66. 천년의 그림여행
67. TRY AGAIN(TAPE4개포함)
68. 살수 1(다가오는 전쟁)
69. TOEIC PART 5.6 답이 보이는 실전연습
70. 카네기 인간관계론
71. 10년후 한국
72. 친구야 공부 왜 하니
73. 곤충세계에서 살아남기 1(서바이벌 만화 과학상식 13)
74. 강의
75. 기적은 당신 안에 있습니다
76. 체 게바라 평전(역사인물찾기 10)
77. 11분(양장본 HardCover)
78. 나를 변화시키는 좋은 습관
79. 황진이 1
80. 문학의 숲을 거닐다
81. 나무
82. 메이플 스토리 오프라인 RPG. 11(코믹)
83. 비타민 동화(선생님이 들려주는 45가지 가슴 뭉클한 이야기)
84. 하늘에 속한 사람(믿음의 글들 214)
85. 미쳐야 미친다
86. 이익훈 EAR OF THE TOEIC (L/C) (CD-ROM 1장 포함) (2005 개정판)
87. 자기 설득 파워
88. 토마토:토익점수마구올려주는토익(LISTENING)(2/E)
89. 따뜻한 카리스마
90. 500원으로 밑반찬 만들기
91. 100가지 과학 1000가지 상식(초등학생이 가장 궁금해하는)
92. 마흔으로 산다는 것
93. 연인 서태후
94. 이보영의 120분 영어회화(TAPE3개포함)
95. 왜 나는 너를 사랑하는가
96. 비밀과 거짓말
97. 그리스 로마 신화 19 (오디세우스의 복수)(만화로 보는)(개정판)
98. 잭 웰치 위대한 승리
99. 해커스 리딩 스타트(Hackers Reading Start)
100. 평생 성적 초등 4학년에 결정된다

## 같이 보기
- 대한민국의 베스트셀러